# Берёзовское сельское поселение (Пермский край)
Берёзовское се́льское поселе́ние — упразднённое муниципальное образование в Берёзовском районе Пермского края Российской Федерации.
Административный центр — село Берёзовка.

## Население
| 2010  | 2012  | 2013  | 2014  | 2015  | 2016  | 2017  |
| ----- | ----- | ----- | ----- | ----- | ----- | ----- |
| 7723  | ↘7577 | ↘7564 | ↘7503 | ↘7448 | ↘7364 | ↘7363 |
| 2018  | 2019  |       |       |       |       |       |
| ↗7388 | ↗7415 |       |       |       |       |       |

## Состав сельского поселения
| № | Населённый пункт | Тип населённого пункта       | Население |
| - | ---------------- | ---------------------------- | --------- |
| 1 | Бартым           | деревня                      | 55        |
| 2 | Берёзовка        | село, административный центр | ↘6466     |
| 3 | Ванино           | деревня                      | 34        |
| 4 | Карнаухово       | деревня                      | 34        |
| 5 | Копчиково        | деревня                      | 391       |
| 6 | Мачино           | деревня                      | 88        |
| 7 | Пентюрино        | деревня                      | 145       |
| 8 | Шишкино          | деревня                      | 53        |
| 9 | Ябурово          | деревня                      | 19        |